# 南条町
南条町（なんじょうちょう）は、かつて福井県南条郡に属していた町。
2005年（平成17年）1月1日、今庄町・河野村と合併して南越前町が発足し、南条町は廃止された。

## 地理
町域を南から北に向けて日野川が流れる。

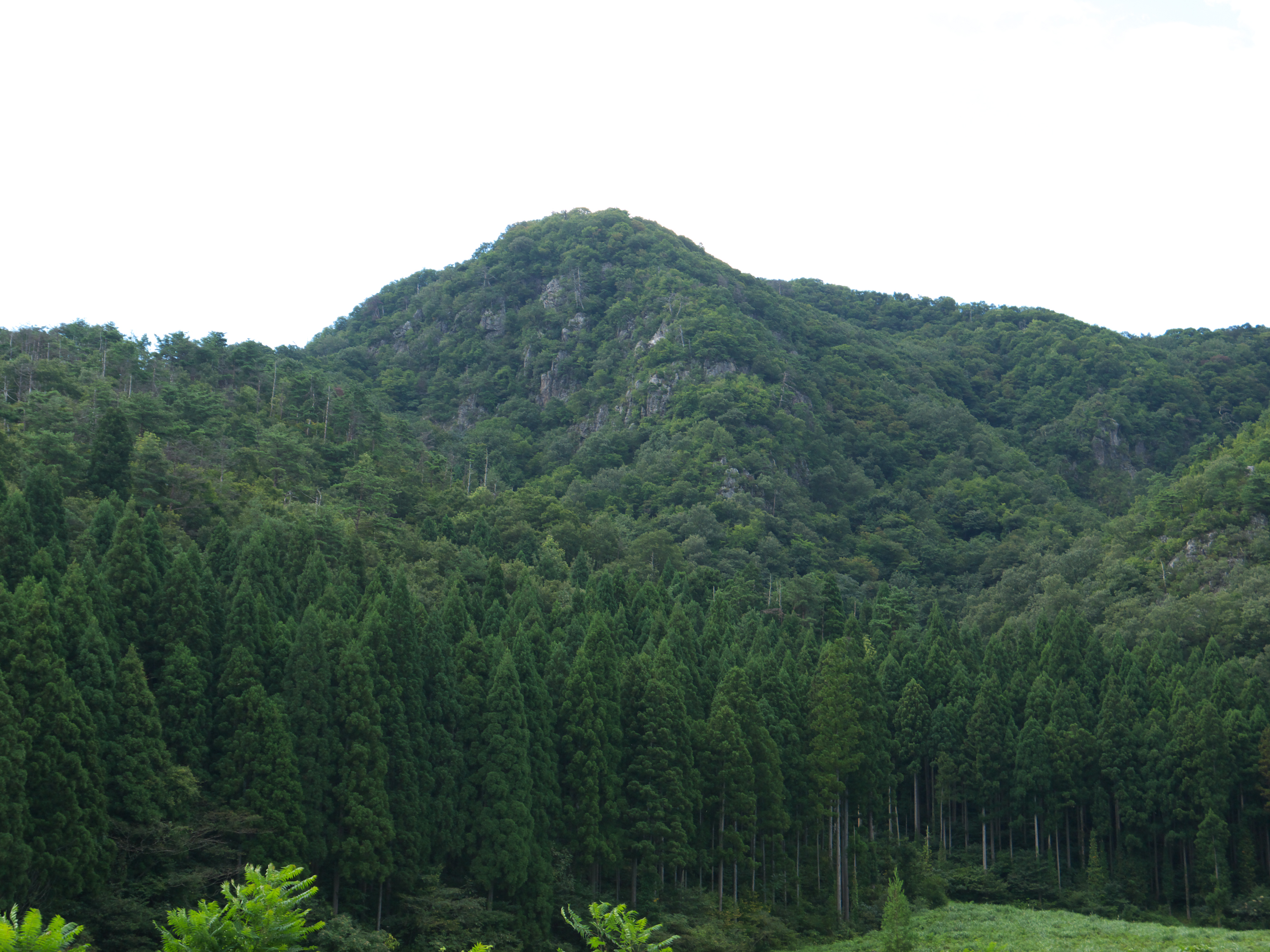
杣山

- 山岳：杣山（492m）、野見岳（638m）、ホノケ山（737m）[1]
- 河川：日野川

## 歴史
- 1954年（昭和29年）1月1日 - 南条郡南日野村、北杣山村及び南杣山村が合併して、南条郡南条村が発足する。
- 1964年（昭和39年）9月1日 - 南条村が町制施行して、南条町となる。
- 2005年（平成17年）1月1日 - 南条郡南条町、今庄町及び河野村が合併して、南条郡南越前町が発足する。

## 行政
- 合併時の町長：増澤善和

## 教育

### 小学校
- 南条町立南条小学校

### 中学校
- 南条町立南条中学校

## 交通

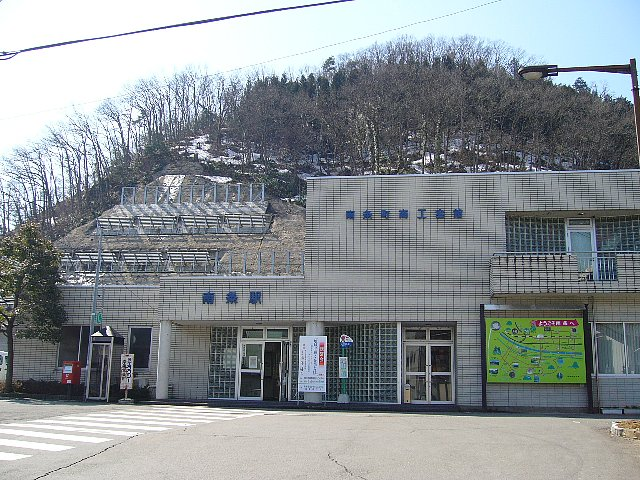
JR北陸本線南条駅

南北方向にJR北陸本線と国道365号が貫通している。北陸自動車道が北陸本線に並行している。北陸自動車道には南条サービスエリアがあり、合併後の2005年12月に、社会実験のためのスマートインターチェンジが設置された。

### 道路
- 北陸自動車道
- 国道365号

### 鉄道
- JR北陸本線 : 南条駅

## 名所・旧跡・観光スポット
- 中村家住宅 - 重要文化財。
- 花はす公園[1]
- 杣山[1]
- 武周ヶ池[1]
- 不動ヶ滝[1]